# Забава (имя)
Забава — славянское имя. Означает «утеха», «услада». Иногда переводят дословно — «забавная», в значении «веселая».
Уменьшительно-ласкательные формы обращения — Забавка, Забавушка.

## Персоналии
- Забава Путятична — героиня былины «Добрыня и Змей»; дочь Путяты, сподвижника святого Владимира (у Авенариуса[2] — племянница Владимира).

## Образ Забавы в искусстве
- «Забава Путятишна» — опера (1899) М. М. Иванова.
- Мультфильмы
  - «Добрыня Никитич и Змей Горыныч» (2006; Россия), режиссёр Илья Максимов, Забаву озвучила Екатерина Гороховская.
  - «Три богатыря и наследница престола» (2018; Россия), режиссёр Константин Бронзит, Забаву озвучила Екатерина Гороховская.
  - «Летучий корабль» (1979, озвучила Татьяна Шабельникова).